# Гьялванг Друкпа XII

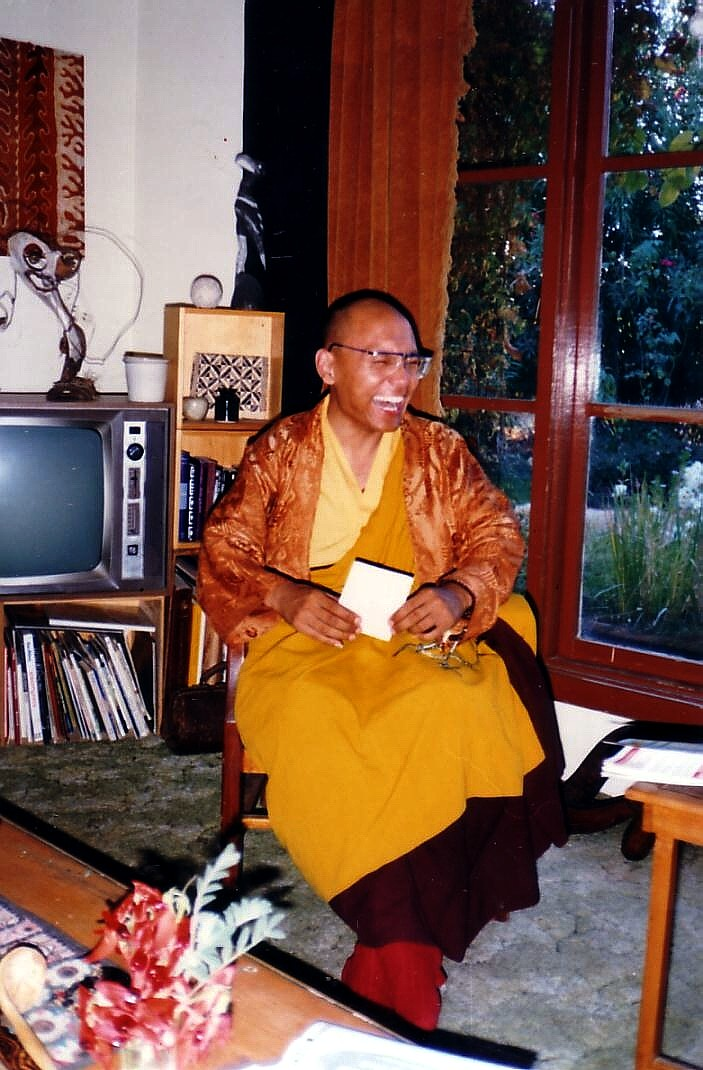
Гьялванг Друкпа в Алис-Спрингс, 1991

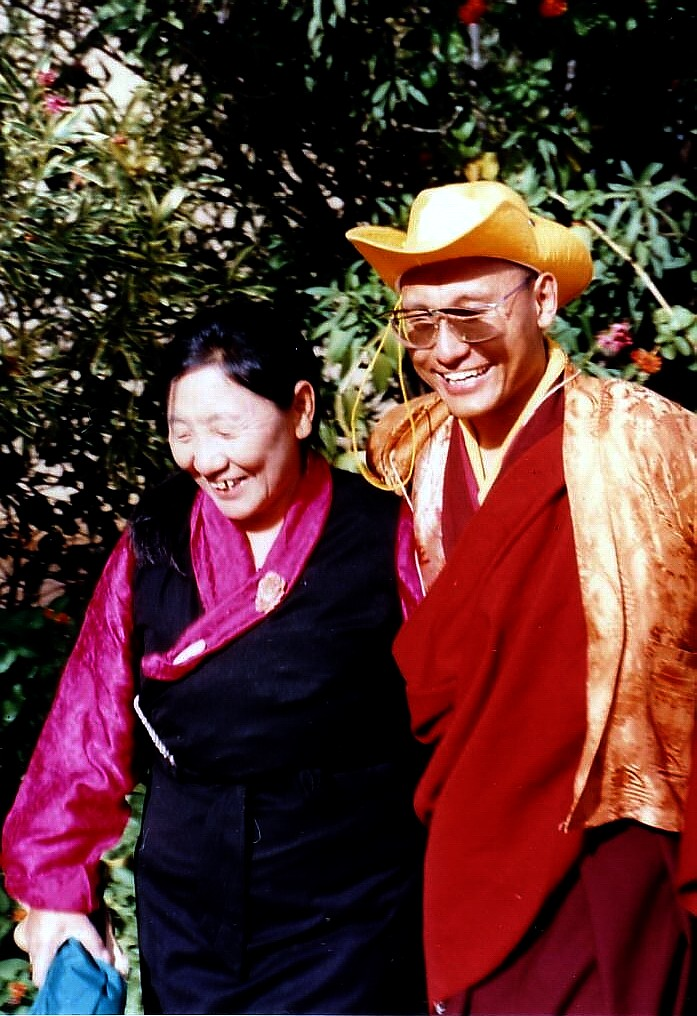
Гьяванг Друкпа и его мать в Алис-Спрингс, 1991

Гьялванг Друкпа Двенадцатый, Джигме Пема Вангчен (р. 1963) — глава школы Донгьюд Пелден Друкпа Тибетского Буддизма в королевстве Бутан. Некоторые называют эту школу Северная (བྱང་འབྲུག,Вайли: byang 'brug) Друкпа.
Школа Друкпа была основана в 1206 году после того как Дрогон Цангпа Гьяре, (Дрогон — «Защитник существ»; Цанг — «рождённый в земле Цанг»; Гья — «из рода китайского(?) происхождения»; ре — «во хлопок одетый йогин») увидел девять драконов, летящих в небесах над землёй у Намдрука. Он стал 1-м Гьялванг Друкпа и был признан перерождением Наропы (1016—1100).
Джигме Падма Аунгчен (или Джигме Пема Вангчен) — 12-й и нынешний Гьялванг Друкпа главный духовный лидер для множества последователей как в Европе, так и в Азии, вегетарианец, эколог, активист и защитник живых существ, бодхисаттва и духовный помощник. Он родился во время паломничества его родителей в Цо Пема, (Ревалсар) Химачал-Прадеш, священное место Падмасамбхавы, во время праздника и священных танцев в честь Дня Рождения Гуру Падмасамбхавы в 1963 году. Его отец, Чжичен Байрочана, был Мастером Дзогчен (Байро-Ринпоче). Его мать, Келсанг Юдрон, больше известная как Маюмла, была из Лходрака, в южном Тибете.
«Моё имя, Джигме Падма Аунгчен было дано святым Мастером Дуджом Еше Дордже вместе с традиционными поздравлениями и благословением. С тех пор я навсегда получил защиту от него и Гуру Падмасамбхавы.»
В 4-летнем возрасте в нём опознали 11-го Гьялванг Друкпу, и отдали в монастырь Друк Т(х)убтен Сангаг Чоелинг, в Дарджилинге, который стал его резиденцией.
Монастыри школы Донгьюд Пелден Друкпа:
- Намдрук, Ралунг Гомпа и Сангаг Чоелинг в Тибете
- Друк Тубтен (или Тхубтен) Сангаг Чоелинг в Дарджилинге, Индия
- Хемис Гомпа в Ладакхе
- гора Друг Амитабха, недавно построенный монастырь близ Катманду, Непал[4].

С малых лет он отказался от употребления мяса.
В 2010 году его наградили премией «Бхарат Джьёти» от India International Friendship Society (Индийское Общество Международной Дружбы).

## Гуманитарные проекты
Его Святейшество основатель The Druk White Lotus School в Ладакхе, Индия, и настоятель Хемис Гомпы, с 1981 года (он стал настоятелем в возрасте 17 лет). Активно принимает участие в экологических программах (очистке мусора, альтернативная энергия, здоровый образ жизни). Быстро отреагировал и помог при землетрясении в Непале в начале 2015 года.